# 明烏 (戯曲)
『明烏 -akegarasu-』（あけがらす）は、福田雄一の戯曲。場末のホストクラブを舞台としたシチュエーション・コメディで、劇団ブラボーカンパニーにより2011年9月に恵比寿・エコー劇場にて初演、2015年7月に下北沢駅前劇場にて再演された。
福田の脚本・監督により『明烏』（あけがらす）と題して映画化され、2015年5月に公開された。
古典落語の演目『芝浜』が物語のベースとなっており、明け方まで働いて帰るホストたちを烏に見立て、作品名を古典落語の演目『明烏』より採っている。

## 上演

### 初演
ブラボーカンパニープロデュース 天晴◎お気楽事務所第33回公演 『明烏 -akegarasu-』
- 公演日 - 2011年9月14日 - 19日
- 劇場 - 恵比寿・エコー劇場
- 作・演出 - 福田雄一
- 出演 - 野村啓介、金子伸哉、佐藤正和、山本泰弘、太田恭輔、上地春奈

### 再演
ブラボーカンパニープロデュース 天晴◎お気楽事務所第38回公演 『明烏 -akegarasu-』
- 公演日 - 2015年7月1日 - 5日
- 劇場 - 下北沢駅前劇場
- 作・演出 - 福田雄一
- 出演 - 太田恭輔、山本泰弘、佐藤正和、金子伸哉、鎌倉太郎、野村啓介、保坂聡、安藤聖

## 映画
『明烏』（あけがらす）は2015年に公開された日本映画。

### キャスト
- ナオキ - 菅田将暉：借金返済に追い込まれる最下位ホスト。
- アオイ - 城田優：チャラくてバカだが、人気抜群のホスト。
- ノリオ - 若葉竜也：どこまでも真面目。本名でホストをやっている。
- 明子 - 吉岡里帆：料金が支払えず、ホストクラブに居残りさせられている。
- レイ - 柿澤勇人：ピンチのホストクラブ明烏の、切り札ホスト。
- ヒロ - 松下優也：ホストクラブ明烏のNo.1ホスト。
- アキラ - ムロツヨシ：ホストクラブ明烏の店長。声が渋い。
- 五郎 - 佐藤二朗：ナオキの親父。
- 山崎 - 新井浩文：ナオキを追い込む借金取り。
- アオイに好意を寄せるおばさん - 伊藤昌子

### スタッフ
- 監督・脚本：福田雄一
- 撮影監督：工藤哲也
- 撮影：佐藤康祐
- 美術：尾関龍生
- 照明：藤田貴路
- 録音：高島良太
- 整音：スズキマサヒロ
- 音響効果：荒川望
- 編集：栗谷川純
- スタイリスト：神波憲人
- ヘアメイク：内城千栄子
- 選曲：小西喜行
- キャスティング：田端利江
- ライン・プロデューサー：和田大輔
- 助監督：星秀樹
- スクリプター/記録：赤澤環
- 主題歌：［Alexandros］「ワタリドリ」
- 製作：高橋善之、百武弘二、鈴木仁行
- 制作主任：水野祐汰
- エグゼクティブプロデューサー：永田芳弘、村上比呂夫
- プロデューサー：小林智浩、久保田博紀